# Pitcairnia dolichopetala
Pitcairnia dolichopetala är en gräsväxtart som beskrevs av Hermann August Theodor Harms. Pitcairnia dolichopetala ingår i släktet Pitcairnia och familjen Bromeliaceae. Inga underarter finns listade i Catalogue of Life.